# Aion (mitologia)

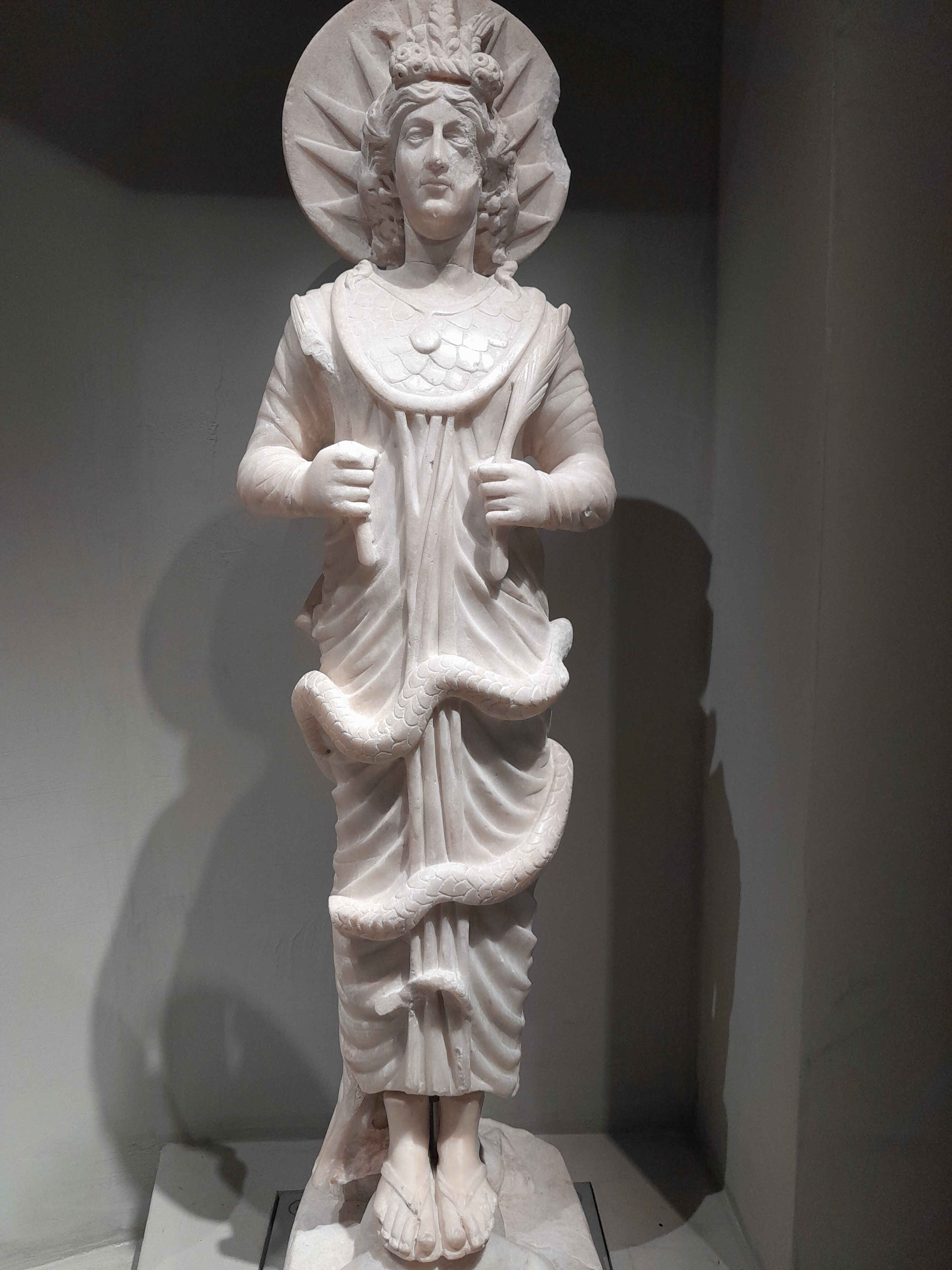
Statuetta del Cronocratore, o Signore del Tempo, che riunisce le caratteristiche degli dèi Dioniso (dio greco del vino), Osiride (dio egizio degli Inferi e della fertilità), ed Eone (dio greco dell'eternità).

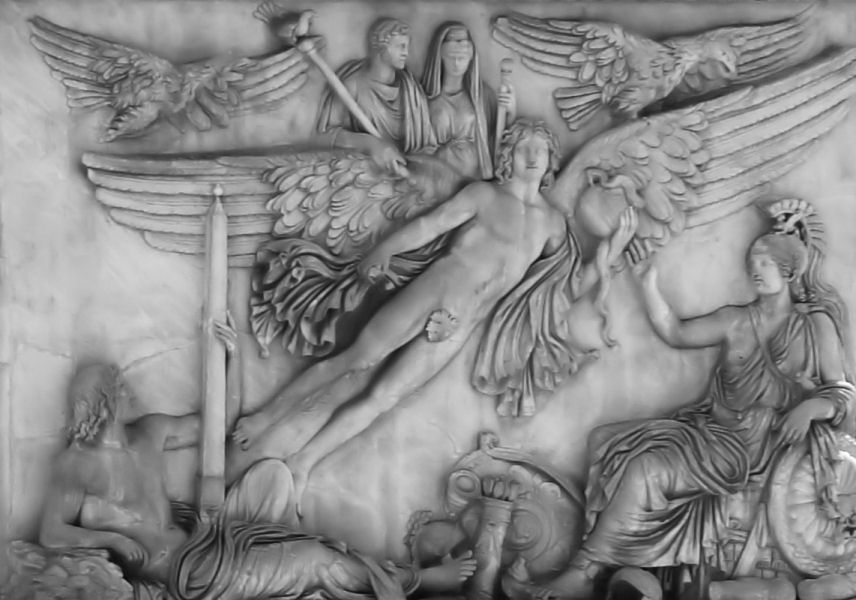
Aion alato, rilievo frontale sulla base della colonna di Antonino Pio (161 d.C.)

Aion (in greco antico: Αἰών?), nella tradizione cosmologica greca, era la personificazione del Tempo, insieme a quella più celebre di Chronos e, a differenza di quest'ultimo, rappresenta il Tempo Infinito, l'Eternità, nonché il susseguirsi delle ere, il tempo vitale e il destino. In ambito misterico/orfico era venerato come "Signore della luce".
Nella mitologia fenicia, è lo scopritore del nutrimento degli alberi, secondo Filone di Biblo.
È stato equiparato al dio del tempo persiano Zurvan.
In alcuni culti misterici veniva festeggiata ad Alessandria d'Egitto, il 6 gennaio, la sua nascita in una festa presso il santuario di Kore, alla quale era attribuita la maternità.
In tale occasione l'immagine di un bambino veniva portata in processione dal tempio al Nilo per raccogliere acqua che poi si sarebbe trasformata in vino.